# 루드라
루드라(산스크리트어: रुद्र)는 시바, 바람 또는 폭풍, 바유, 의학, 그리고 사냥과 관련된 리그베다의 신이다. 이 이름의 한 가지 번역은 '포효하는 자'이다. 리그베다에서 루드라는 "가장 강력한 자 중 가장 강력한 자"로 칭송된다. 루드라는 "근본에서부터 문제를 뿌리 뽑는 자"를 의미한다. 시대에 따라 루드라라는 이름은 '가장 격렬하게 포효하는/울부짖는 자' 또는 '가장 무서운 자'로 해석될 수 있다. 이 이름은 시바 사하스라나마에 등장하며, R. K. 샤르마는 후대 언어에서 종종 시바의 이름으로 사용된다고 언급한다. 야주르베다의 "슈리 루드람" 찬가는 루드라에게 바쳐졌으며, 시바파 종파에서 중요하다. 나마캄(타이티리야 삼히타 4.5)의 프라타마 아누바카에서 루드라는 사다시바(‘강력한 시바’를 의미)와 마하데바로 숭배된다. 사다시바는 시바파의 싯단타 종파에서 최고 존재, 파라메슈바라이다.

## 어원학
신명 루드라의 어원학은 불확실하다. 일반적으로 '울부짖다, 소리 지르다'를 의미하는 인도유럽조어 (PIE) 어근 rud- (영어 rude와 관련)에서 파생된 것으로 본다. 따라서 루드라라는 이름은 '포효하는 자'로 번역될 수 있다. 또 다른 어원은 루드라를 '붉은 자', '빛나는 자'로 해석하며, 이는 사라진 어근 rud-('붉다' 또는 '붉은 빛') 또는 그래스만이 제시한 '빛나는'에서 파생되었을 가능성이 있다.
스텔라 크람리쉬는 형용사 형태인 raudra와 관련된 다른 어원을 지적하는데, 이는 '야생적인', 즉 거칠고(길들여지지 않은) 본성을 의미하며, 루드라라는 이름을 '야생적인 자' 또는 '사나운 신'으로 번역한다. R. K. 샤르마는 이 대안적인 어원을 따라 시바 사하스라나마의 용어집에서 이 이름을 '무서운 자'로 번역한다. 맬러리와 아담스는 또한 고대 동슬라브어 신 Rŭglŭ와의 비교를 통해 *Rudlos라는 이름의 원시 인도유럽 야생 신을 재구성하지만, 어원 문제가 여전히 문제임을 상기시킨다: PIE *reud- ('찢다, 찢어발기다'; cf. 라틴어 rullus, '시골의'), 또는 *reu- ('울부짖다').
주석가 Sāyaṇa는 루드라에 대한 여섯 가지 가능한 어원을 제안한다. 그러나 다른 문헌에서는 사야나가 열 가지 어원을 제안했다고 언급한다. '상서로운' 또는 '친절한' 의미의 형용사 시바(śiva)는 RV 10.92.9에서 처음으로 루드라에게 적용되었다.
루드라는 '궁수'(산스크리트어: Śarva)라고 불리며, 화살은 루드라의 필수 속성이다. 이 이름은 시바 사하스라나마에 등장하며, R. K. 샤르마는 후대 언어에서 종종 시바의 이름으로 사용된다고 언급한다. 이 단어는 '해치다' 또는 '죽이다'를 의미하는 산스크리트어 어근 śarv-에서 파생되었으며, 샤르마는 그 일반적인 의미를 사용하여 Śarva라는 이름을 '어둠의 세력을 죽일 수 있는 자'로 해석한다. '궁수'를 의미하는 Dhanvin()과 '활을 든 자', 문자 그대로 '화살로 가득 찬 손을 가진 자'를 의미하는 Bāṇahasta()라는 이름도 궁술을 나타낸다.
다른 맥락에서 rudra라는 단어는 단순히 '숫자 11'을 의미할 수 있다. 루드락샤 (산스크리트어: rudrākṣa = rudra와 akṣa '눈' 또는 눈물), 즉 '루드라의 눈 또는 눈물'이라는 단어는 루드락샤 나무의 열매와 그 씨앗으로 만든 기도 염주를 모두 지칭하는 이름으로 사용된다.
루드라는 비슈누 사하스라나마에 나오는 비슈누의 이름 중 하나이다. 샹카라는 비슈누 사하스라나마에 대한 주석에서 루드라라는 이름을 '우주적 해체 시 모든 존재를 울게 만드는 자'로 정의했다. 작가 D. A. 데사이는 비슈누 사하스라나마의 용어집에서 루드라 형태의 비슈누는 대소멸 시점에 완전한 파괴를 행하는 자라고 말한다. 이것은 비슈누가 루드라로 숭배되는 유일하게 알려진 맥락이다.

## 리그베다 찬가
리그베다에서 발견되는 베다 신 루드라에 대한 가장 오래된 언급은 그에게 헌정된 세 개의 찬가(RV 1.114, 2.33, 7.46)에 나타난다. 두 개의 찬가는 루드라와 소마(RV 1.43, 6.74)에게 공동으로 헌정되어 있다. 리그베다 전체에는 루드라에 대한 약 75개의 언급이 있다.

### 루드라의 형태
리그베다 (RV)에는 루드라의 형태에 대해 이야기하는 구절들이 있다. 그중 일부는 다음과 같다:
| 산스크리트어 | 음역                | 번역                              | 출처       |
| ------------ | ------------------- | --------------------------------- | ---------- |
| त्र्यम्बकं यजामहे  | tryambakaṃ yajāmahe | 우리는 세 눈을 가진 자를 숭배한다 | RV 7.59.12 |
| कपर्दिने        | kapardine           | 얽힌 머리카락을 가진 자           | RV 1.114.1 |
| हिरण्यम् इव रोचते | hiraṇyam iva rocate | 금처럼 빛나는 자                  | RV 1.43.5  |
| शुक्र इव सूर्यो   | śukra iva sūryo     | 태양처럼 빛나는 자                | RV 1.43.5  |
| स्थीरेभिरंगै       | sthīrebhiraṃgai     | 굳건한 팔다리를 가진 자           | RV 2.33.9  |
| पुरुरुप         | pururupa            | 다중 형태를 가진 자               | RV 2.33.9  |
| यजतं विश्वरुपम्   | yajataṃ viśvarupam  | 우주의 형태를 가진 자             | RV 2.33.10 |
| येभिः शिवः        | yebhiḥ śivaḥ        | 상서로운 자                       | RV 10.92.9 |

### 맹렬함과 두려움의 칭호
리그베다에서 루드라의 무서운 신으로서의 역할은 그를 고라('극히 무서운') 또는 단순히 아사우 데밤('저 신')으로 언급하는 데서 분명히 나타난다. 그는 '끔찍한 야수처럼 맹렬하다'(RV 2.33.11). 차크라바르티는 루드라에 대한 인식을 다음과 같이 요약한다: '루드라는 따라서 그의 진노를 막고 그의 호의를 구해야 하는 신으로서, 일종의 비굴한 두려움으로 여겨진다.'
RV 1.114는 루드라에게 자비를 구하는 간청으로, 여기서 그는 '강력한 루드라, 땋은 머리를 한 신'으로 언급된다.
RV 7.46에서 루드라는 활과 빠르게 날아가는 화살로 무장한 것으로 묘사되지만, 다른 많은 무기도 알려져 있다. R. G. 반다르카르가 인용한 바와 같이, 이 찬가는 루드라가 '하늘과 땅을 휘젓는 찬란한 화살' (RV 7.46.3)을 발사한다고 선언하는데, 이는 번개에 대한 언급일 수 있다.
루드라는 질병을 치료한다고 믿어졌으며, 사람들이 질병에서 회복되거나 자유로워졌을 때도 루드라의 힘 때문으로 여겨졌다. 그는 아이들에게 질병을 주지 않도록(RV 7.46.2), 마을에 질병이 없도록(RV 1.114.1) 요청받는다. 그는 치료법을 가지고 있고(RV 1.43.4), 의사 중 최고의 의사이며(RV 2.33.4), 천 가지 약을 소유하고 있다고 한다(RV 7.46.3). 그래서 그는 '치료법의 군주'를 의미하는 바이디아나타라는 다른 이름으로 묘사된다.

### 최고 통치자의 칭호
리그베다(RV 2.33.9)의 한 구절은 루드라를 '우주의 주님 또는 주권자'(īśānādasya bhuvanasya)라고 부른다:
sthirebhiraṅghaiḥ pururūpa ughro babhruḥ śukrebhiḥ pipiśehiraṇyaiḥ

īśānādasya bhuvanasya bhūrerna vā u yoṣad rudrādasuryam (RV 2.33.9)
굳건한 사지와 다양한 형상, 강하고 황갈색의 그는 밝은 금 장식으로 자신을 꾸민다.

신성의 힘은 루드라, 이 세상의 주권자이자 강력한 자에게서 결코 떠나지 않는다.
슈리 루드람(= 야주르베다 16.18)의 한 구절은 루드라를 우주의 주님으로 말한다: 

 जगताम् पतये नमः । 

jagatam pataye namaḥ । 

우주의 주님께 경배를.

또 다른 구절 (야주르베다 16.46)은 루드라가 신들의 심장 속에 있다고 말하며, 그가 모든 것, 심지어 신들의 내면 자아임을 보여준다: 

 देवानां हृदयभ्यो नमो । 

devānāṃ hṛdayabhyo namo 

신들의 심장 속에 계신 그분께 경배를.

마함리티윤자야 만트라로 널리 알려진 구절에서 리그베다(7.59.12)와 야주르베다(3.60) 모두 해탈(구원)을 얻기 위해 루드라를 숭배할 것을 권고한다:
 त्र्यम्बकं यजामहे सुगंधिं पुष्टिवर्धनम् उर्वारूकमिव बन्धनान् मृत्योर्मुक्षीय मा अमृतात। 

tryambakaṃ yajāmahe sugaṃdhiṃ puṣṭivardhanam

urvārūkamiva bandhanān mṛtyormukṣīya mā amṛtāta
우리는 트리암바카, 번영의 감미로운 증진자를 숭배한다. 오이처럼 줄기에서 떨어지듯, 죽음의 속박에서 벗어나 불멸을 잃지 않게 하소서.

야주르베다의 타이티리야 아란야카(10.24.1)에서, 루드라는 보편적 존재('이 모든 것')로, 따라서 베다의 푸루샤 (최고 존재 또는 내면 자아)로 식별된다:

sarvo vai rudrastasmai rudrāya namo astu

puruṣo vai rudraḥ sanmaho namo namaḥ

viśvaṃ bhūtaṃ bhuvanaṃ citraṃ bahudhā jātaṃ jāyamānaṃ ca yat

sarvo hyeṣa rudrastasmai rudrāya namo astu ॥ 1॥
이 모든 것은 진실로 루드라이다. 그러한 루드라에게 우리는 경배를 드린다. 우리는 푸루샤이자 피조물의 영혼이신 루드라, 그 존재에게 거듭 경배를 드린다. 물질 우주, 창조된 존재들, 그리고 과거와 현재에 세상의 형태로 다양하고 풍부하게 창조된 모든 것 — 이 모든 것이 진실로 루드라이다. 그러한 루드라에게 경배가 있을지어다. 

야주르베다 1.10.1의 타이티리야 아란야카는 루드라와 브리하스파티를 부미(지구)와 하늘의 아들이자 동반자로 식별한다:
| 산스크리트 로마자 표기 (IAST)                                         | 로마자 (하버드-쿄토) 번역                       | 영어 번역 |
| --------------------------------------------------------------------- | ----------------------------------------------- | --- |
| sahasravṛdiyaṃ bhūmiḥ                                                 | yam bhUmi: sahasravrt                           | 이 세상은 수천의 생명체들이 거주지로 바라는 곳이다 |
| paraṃ vyŏmaḥ sahasravṛt                                               | param vyOma: sahasravrt                         | 상위 세계 또한 수천의 데바들이 바라는 곳이다. |
| aśvinā bhujyū nāsatyā                                                 | bhujyU na asatyA viSvasya jagata: patI aSvinA   | 지구와 천국(Svarga lOkam)은 질병을 추방하고 복을 내리는 쌍둥이 신 아슈빈 데바들과 같다. 아슈빈 데바들과 우주의 수호자이며 그들의 의지(sankalpam)는 결코 실패하지 않는다. |
| viśvasya jagataspatī                                                  | bhujyU na asatyA viSvasya jagata: patI aSvinA   | 지구와 천국(Svarga lOkam)은 질병을 추방하고 복을 내리는 쌍둥이 신 아슈빈 데바들과 같다. 아슈빈 데바들과 우주의 수호자이며 그들의 의지(sankalpam)는 결코 실패하지 않는다. |
| jāyā bhūmiḥ patirvyoma                                                | bhUmi: jAyA vyOma pati: taa mithunam aturyathu: | 지구(BhU lOkam)는 아내이고 천국은 남편이다. 그들은 부부처럼 결합되어 있다.                                                                                               |
| mithunantā aturyathuḥ                                                 | bhUmi: jAyA vyOma pati: taa mithunam aturyathu: | 지구(BhU lOkam)는 아내이고 천국은 남편이다. 그들은 부부처럼 결합되어 있다.                                                                                               |
| putro bṛhaspatī rudraḥ                                                | putra: brhaspatI rudra:                         | 우리는 브리하스파티와 루드란(여기서 노화)을 그들의 아들로 간주해야 한다.                                                                                                 |
| saramā iti strīpumam                                                  | saramA iti                                      | 야가 의식(Yajn~a Vedi)을 위한 높은 단상은 여인으로 간주되어야 한다. |
| saramā iti strīpumam                                                  | iti strI pumam                                  | 이처럼 우리는 지구와 천국의 남성-여성적 측면에 대해 가르침을 받는다. |
| [이제 부미와 상위 세계의 아비마나 데바타에게 드리는 기도가 이어진다.] |                                                 | |
| śukraṃ vāmanyadyajataṃ vāmanyat                                       | vAm anyat Sukram vAm anyat yajatam              | 당신의 형태 중 하나는 흰색을 띠는 낮이고, 다른 하나는 어두운 색을 띠는 밤이다.                                                                                           |
| viṣurūpe ahanī dyauriva sthaḥ                                         | vishurUpe ahanI dyau iva stha:                  | 당신 둘은 동등하고 독특하며 번갈아 나타나는 형태로 하늘의 수리얀처럼 변함없이 존재한다.                                                                                  |

### 다른 신들과의 관계
루드라는 시바의 이름으로도 사용되고, 집합적으로는 마루트의 이름으로도 사용된다. 마루트는 대기와 관련된 '폭풍의 신'이다. 그들은 두 명에서 60명까지 다양하며, 때로는 11명, 33명 또는 180명(즉, 60명의 세 배. RV 8.96.8 참조)으로도 언급되는 신들의 집단이다.
루드라는 때때로 '루드라의 아들들'로 불리기도 하고, 루드라는 '마루트의 아버지'(RV 2.33.1)로 불린다.
루드라는 RV 7.40.5에서 다른 신들과 함께 언급된다. 여기에 루드라에 대한 언급이 있는데, 그의 이름은 호출되는 많은 신들 중 하나로 나타난다:
| “ | 이 바루나, 의식의 지도자, 그리고 왕실의 미트라와 아리아만은 나의 행동을 지지하고, 신성하고 반대할 수 없는 아디티는 간절히 간청되었다: 그들이 우리를 악으로부터 안전하게 데려다 주기를. 나는 희생 제물로 그 신성하고 도달할 수 있는 비슈누의 분파 (바야흐), 즉 이로운 것을 쏟아붓는 자를 기원한다. 루드라여, 우리에게 그의 본성의 웅장함을 부여하소서. 아슈빈은 제물로 가득 찬 우리 집에 내려왔다. | ” |

한 주석가의 산스크리트어 vayāḥ에 대한 해석은 '가지' 또는 '분파'를 의미하며, 이는 다른 모든 신들이 비슈누의 가지와 같다는 것이다. 그러나 랠프 T. H. 그리피스는 루트비히가 '이것은 [...] 만족스러운 해석을 제공하지 않는다'고 말했다고 인용하며, 다른 견해는 해당 지점의 본문이 손상되었다고 주장한다.

## 비리그베다 찬가
야주르베다의 다양한 전승에는 루드라를 찬양하는 시구가 포함되어 있다: Maitrāyaṇī-Saṃhitā 2.9.2, Kāṭhaka-Saṃhitā 17.11, Taittirīya-Saṃhitā 4.5.1 및 Vājasaneyi-Saṃhitā 16.1–14. 이 시구는 이후 다양하게 샤타루드리얌과 나마캄(많은 구절이 '경의'를 의미하는 namaḥ로 시작하기 때문에) 또는 단순히 루드람으로 언급된다. 이 시구는 아그니카야나 의식('아그니의 쌓기') 중에 낭송되었으며, 이후 루드라 전례의 표준 요소가 되었다.
비슷한 구절의 일부는 아타르바베다의 파이팔라다 삼히타 (PS 14.3–4)에 포함되어 있다. 이 선택은 끝에 추가 PS 추가와 함께 닐라루드라 (또는 닐라루드라 우파니샤드)로 더 널리 유통되었다. 루빈은 닐라루드라에서 번개가 루드라의 화살이자 신 자신으로 상상된다고 제안한다:
| “ | 1. 나는 당신이 하늘에서 땅으로 내려오는 것을 보았다; 나는 루드라가 [그의 화살을] 쏘고, 푸른 목을 가진, 벼슬을 가진 것을 보았다. 2. 하늘에서 강력한 이가 내려왔다; 그는 땅에 자리를 잡았다. 오 사람아, 그를 보라: 푸른 목을 가진, 붉은 이. ... 10. 그들은 당신이 내려오는 것을 보았다, 푸른 목을 가진, 붉은 이: 목동들도 당신을 보았고, 물을 길어오는 여인들도 당신을 보았고, 모든 존재들도 당신을 보았다: 보인 당신에게 경배를! ..." | ” |

힌두교의 신 시바는 루드라와 여러 특징을 공유한다. 신명 Śiva('친절한')는 루드라의 완곡한 칭호로 시작되었는데, 루드라는 비슷하게 아고라('무섭지 않은')와 아바양카라('안전을 제공하는')로도 불린다. 비록 루드라가 신의 주된 이름으로 남아 있지만, 예를 들어 파슈파타 금욕주의 전통에서 일반 신도들은 시바다르마 문헌, 산스크리트어 서사시 및 푸라나에서처럼 그를 시바, 마헤슈바라('위대한 주님'), 또는 마하데바('위대한 신')로 부르는 것을 선호했다. 이러한 칭호들이 신의 주요 이름이 되었다.

### 슈리 루드람
첸나이에 있는 라마크리슈나 미션의 회장은 스와미 아므리타난다의 스리 루드람과 푸루샤수크탐 번역 서문에 대한 주석에서 "이 기도들이 바쳐진 루드라는 종파적 신이 아니라, 편재하며 다양한 영적 구도자들을 위해 무수히 많은 형태로 자신을 나타내는 최고 존재이다"라고 언급한다. 슈리 루드람은 야주르베다의 타이티리야 삼히타 넷째 칸다에 수록되어 있다.
이는 시바를 해체의 신으로 칭송하는 가장 뛰어난 베다 찬가이며, 인도 전역의 시바 사원에서 매일 낭송된다.
이 기도는 전능자의 다양한 측면을 묘사한다. 슈리 루드람 찬가는 전 우주에 걸쳐 신성의 존재를 보여준다는 점에서 독특하다. 우리는 신성의 자질을 우리에게 유리한 것들로만 제한할 수 없다. 주님은 정원이자 묘지이며, 살해자이자 가장 자비로운 분이다. 전능자는 공정하고 편재한다.
찬가에서 루드라는 가장 무서운 테러리스트(섬뜩한 존재)로 묘사된다. 슈리 루드람은 베다 신 루드라를 '공포'의 의인화로 묘사한다. 루드라라는 이름은 '포효하거나 울부짖다'는 의미의 ru(루드라는 공포의 의인화이므로 무서운 또는 두려운이라는 단어는 루드라에 대한 형용사로만 사용될 수 있고 루드라 자체로는 사용될 수 없다)와 '가장'이라는 최상급 의미의 dra에서 유래한다. 따라서 루드라는 시적 상황에 따라 '가장 격렬하게 포효하거나 울부짖는 자' 또는 허리케인이나 폭풍 또는 '가장 무서운 자'를 의미할 수 있다.

## 루드라와 시바

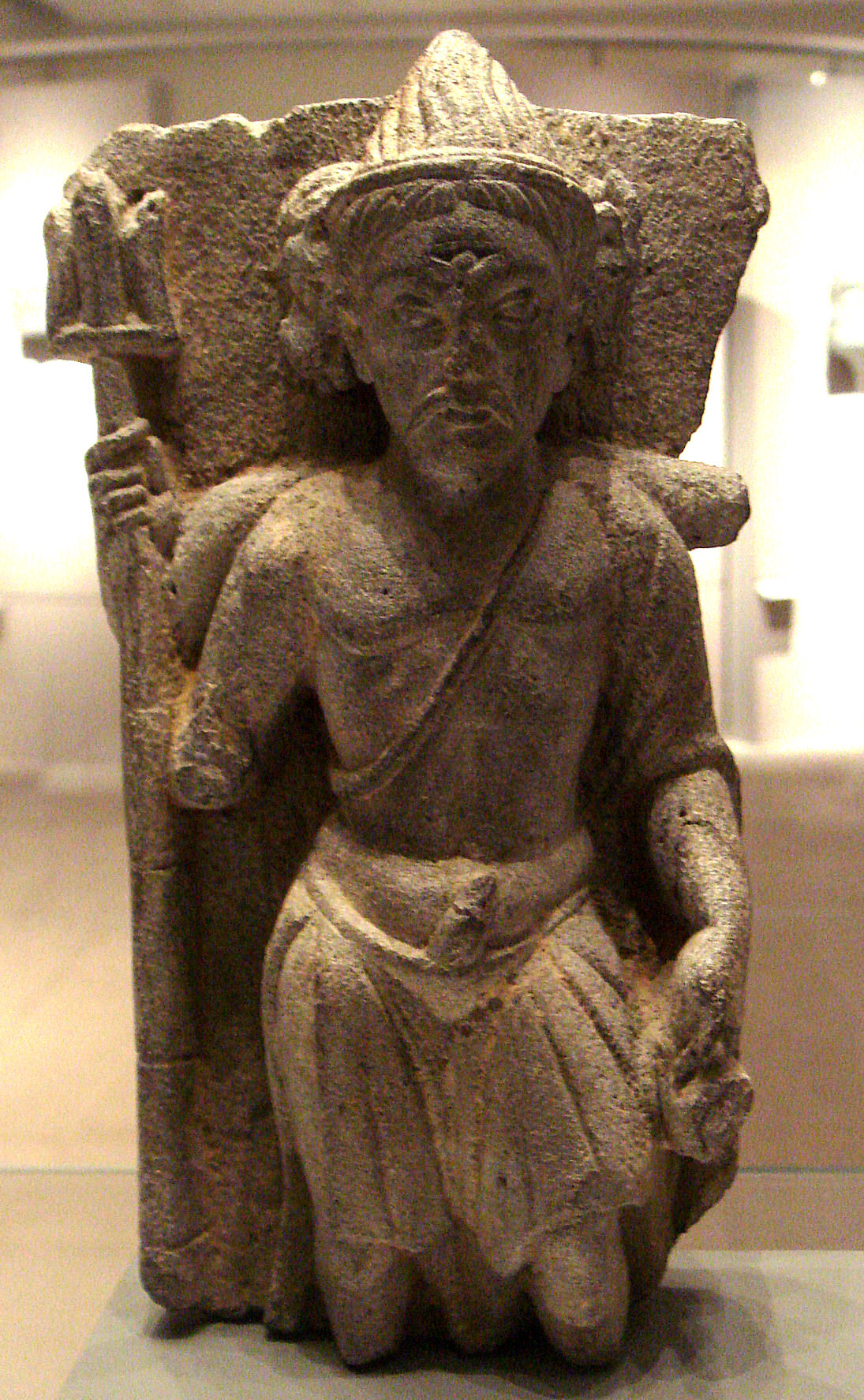
3세기 간다라의 세 머리 시바

오늘날 알려진 시바는 루드라와 여러 특징을 공유하며, 힌두교 경전에서 시바와 루드라는 같은 인물로 여겨진다. 두 이름은 동의어로 사용된다. 포효하는 폭풍의 신 루드라는 보통 자신이 나타내는 요소에 따라 사납고 파괴적인 신으로 묘사된다.
가장 오래 살아남은 힌두교 경전은 리그베다이며, 이는 언어학적 및 문헌학적 증거에 기반하여 기원전 1700년에서 1100년 사이로 추정된다. 리그베다에는 루드라라는 이름의 신이 언급되어 있다. 루드라라는 이름은 여전히 시바의 이름으로 사용된다. RV 2.33에서 그는 폭풍의 신 집단인 루드라의 '아버지'로 묘사된다.
리그베다 10.92 찬가는 루드라 신이 두 가지 본성을 가지고 있다고 명시한다. 하나는 야생적이고 잔인한(rudra) 본성이고, 다른 하나는 친절하고 평온한(shiva) 본성이다. 베다 경전은 말을 루드라의 탈것(바하나)으로 언급하며, "말 탄 영웅"이 "가수에게 관대해야 한다"(RV. 2.33.1)고 한다. 반면 마하바라타와 푸라나와 같은 후기 베다 경전은 난디 황소와 인도혹소를 루드라와 시바의 탈것으로 언급하며, 이는 그들이 동일한 존재임을 명백히 연결한다.

## 불교에서
티베트 불교에서 파드마 탕 이그에 따르면, 루드라는 마헤슈바라 천상에 사는 데바(천상의 존재)이다. 또는 고귀한 출신의 인간 승려였던 코우쿤트리(Koukuntri)와 타르파 나크포(Tharpa Nakpo)는 다르마를 오해하고 악덕의 삶을 살다 나라카에 떨어졌다. 2만 번의 불결한 삶을 거친 후, 그는 결국 스리랑카에서 세 종류의 초자연적인 존재와 잠자리를 가진 매춘부에 의해 세 개의 머리를 가진 악마로 다시 태어난다. 그의 탄생은 역병과 기근을 초래하여 그는 공동묘지로 추방되지만, 어머니의 시체를 먹고 살아남아 세상을 정복하기 위해 돌아온다. 라크샤사 여왕 크로디슈바리(Krodhishvari)의 연인이 된 그는 신들과 싸우는데, 신들은 그의 엄청난 힘에 겁을 먹고 부처와 보살에게 도움을 청한다.
이전 생에서 타르파 나크포의 스승이었던 툭파 조누(Thupka Zhonu)였던 바즈라사트바 부처는 루드라를 파괴하는 임무를 맡게 되는데, 이때 그는 이전에 나크포의 하인이자 동료 제자였던 프라마데바(Pramadeva) 또는 덴팍(Denphak)이 환생한 금강수를 동반한다. 그들은 모두 분노 형태인 하야그리바와 바즈라바라히를 취하여 아홉 가지 춤으로 루드라에게 도전하고 싸운다. 하야그리바는 작아져 루드라의 항문에 들어가 거대해져 몸을 안팎으로 파괴하고 악마를 굴복시켜 진정한 다르마로 개종시킨다.
또 다른 버전에서는 하야그리바가 루드라를 가장하고 크로디슈바리를 임신시킨다. 그 결과, 그는 태어난 아이인 바즈라락샤사로 환생한다. 그는 루드라의 영역을 차지하고 세 갈래의 카트방가를 그의 가슴에 박아 그를 물리친다. 그런 다음 그는 루드라를 삼키고, 그의 위에서 그를 정화한 후 다르마의 수호자로 배설하는데, 루드라는 그의 악마 군대를 바즈라락샤사의 시종으로 넘겨준다. 다른 버전에서는 하야그리바를 바즈라파니가 자신의 항문에서 추출한 발현인 우추스마로 대체한다.

## 시크교에서
제10대 시크 구루인 구루 고빈드 싱은 자신의 저서 다삼 그란트의 '루드라 아바타르'라는 작품에서 루드라의 화신을 묘사한다.

## 같이 보기
- 리그베다의 신
- 루드라 (거미), 이 신의 이름을 딴 거미 속
- 루드라 삼프라다야
- 바유, 힌두 바람의 신
- 후진, 신토 바람의 신
- 아이올로스 (오디세이)

## 참고 자료
- Apte, Vaman Shivram (1965). 《The Practical Sanskrit Dictionary》 four revis & enlarg판. Delhi: Motilal Banarsidass Publishers. ISBN 81-208-0567-4.
- Arya, Ravi Prakash; Joshi, Kireet L., 편집. (2001). 《Ṛgveda Saṃhitā》. Parimal Sanskrit Series No. 45. Four volumes (2003 reprint). Sanskrit text, English translation, notes & index of verses Seco revis판. Delhi: Parimal Publications. ISBN 9788171101405. This revised edition updates H. H. Wilson's translation by replacing obsolete English forms with more modern equivalents, giving the English translation along with the original Sanskrit text in Devanagari script, along with a critical apparatus.  “Rgveda-Samhita”. Parimal Publications. 2004. 2012년 11월 1일에 원본 문서에서 보존된 문서. 2012년 11월 15일에 확인함.
- Basham, A. L. (1989).  Zysk, Kenneth, 편집. 《The Origins and Development of Classical Hinduism》. New York City: Oxford University Press. ISBN 0-19-507349-5.
- Bhandarkar, Ramakrishna Gopal (1995). 《Vaisnavism, Śaivism, and Minor Religious Systems》 Thi reprint판. Delhi: Asian Educational Services. ISBN 81-206-0122-X.
- Chakravarti, Mahadev (1994). 《The Concept of Rudra-Śiva Through The Ages》. Delhi: Motilal Banarsidass. ISBN 81-208-0053-2. (Second Revised Edition; Reprint, Delhi, 2002).
- Chidbhavananda, Swami (1997). 《Siva Sahasranama Stotram: With Navavali, Introduction, and English Rendering》 Thi판. Sri Ramakrishna Tapovanam. ISBN 81-208-0567-4. The version provided by Chidbhavananda is from chapter 17 of the Anuśāsana Parva of the Mahābharata.
- Doniger, Wendy, 편집. (1981). 《The Rig Veda: An Anthology : One Hundred and Eight Hymns, Selected, Translated and Annotated》. Penguin Books. ISBN 9780140444025.
- Flood, Gavin (1996). 《An Introduction to Hinduism》. Cambridge University Press. ISBN 0-521-43878-0.
- Flood, Gavin, 편집. (2003). 《The Blackwell Companion to Hinduism》. Malden MA: Blackwell Publishing. ISBN 1-4051-3251-5.
- Griffith, Ralph T.H. (1973). 《the Hymns of the Ṛgveda》 new revis판. Delhi: Motilal Banarsidass. ISBN 81-208-0046-X.
- Kramrisch, Stella (1993). 《The Presence of Śiva》. Princeton University Press. ISBN 0-691-01930-4.
- Lubin, Timothy (2007). 〈The Nīlarudropaniṣad and the Paippalādasaṃhitā: A Critical Edition and Translation of the Upaniṣad and Nārāyaṇa's Dīpikā〉.   Griffiths, A.; Schmiedchen, A. 《The Atharvaveda and its Paippalāda Śākhā: Historical and Philological Papers on a Vedic Tradition》. (Indologica Halensis 11). Aachen: Shaker Verlag. 81–139쪽. ISBN 9783832262556.
- Macdonell, Arthur Anthony (1996). 《A Practical Sanskrit Dictionary》. Delhi: Munshiram Manoharlal Publishers. ISBN 81-215-0715-4.
- Majumdar, R. C., 편집. (1951). 《인도인의 역사와 문화》. 1 The Vedic Age. George Allen & Unwin.
- Michaels, Axel (2004). 《Hinduism: Past and Present》. Princeton, New Jersey: Princeton University Press. ISBN 0-691-08953-1.
- Oberlies, Thomas (1998). 《Die Religion des Rgveda》. Vienna.
- Śarmā, Rāmakaraṇa (1996). 《Śivasahasranāmāṣṭakam : eight collections of hymns containing one thousand and eight names of Śiva》. Delhi: Nag Publishers. ISBN 9788170813507. OCLC 36990863. Includes Śivasahasranāmakoṣa, a dictionary of names. This work compares eight versions of the Śivasahasranāmāstotra. The preface and introduction (in English) by Ram Karan Sharma provide an analysis of how the eight versions compare with one another. The text of the eight versions is given in Sanskrit.
- Sivaramamurti, C. (2004). 《Śatarudrīya: Vibhūti of Śiva's Iconography》. Delhi: Abhinav Publications. ISBN 9788170170389.
- Zimmer, Heinrich (1972). 《Myths and Symbols in Indian Art and Civilization》. Princeton, NJ: Princeton University Press. ISBN 0-691-01778-6.